# Ballidja (Khodjaly)
Pour les articles homonymes, voir Aygestan.
Ballidja (en azéri : Ballıca) est un village situé dans le  raïon de Khodjali en Azerbaïdjan.

## Géographie
Le village est établi sur la rive gauche de la rivière Ballidja, à 5 km au nord de Khankendi.

## Histoire
Le village est fondé au XVIIe siècle.
Sous la période soviétique, le village, appelé Aygestan, fait partie entre 1923 et 1991 de l'oblast autonome du Haut-Karabagh, au sein de la république socialiste soviétique d'Azerbaïdjan.
En 1992, lors de la guerre du Haut-Karabagh, le village passe sous le contrôle de la république autoproclamée du Haut-Karabagh et fait partie de la région d'Askeran.
En novembre 2020, à l'issue de la seconde guerre du Haut-Karabagh, Khndzristan demeure dans le territoire contrôlé par le Haut-Karabagh, sous la protection des forces d'interpositions russes.
À la suite de l'offensive éclair des forces armées azerbaïdjanaises les 19 et 20 septembre 2023, le village, comme l'ensemble du Haut-Karabagh, se vide de ses habitants qui prennent le chemin de l'exode en Arménie.

## Population
La population s'élevait à 1 091 habitants en 2005.